# Max Poll
Max Fernand Leon Poll, född 21 juli 1908, död 13 mars 1991, var en belgisk iktyolog. 
Han har beskrivit ett flertal arter, bland annat den äggläggande tandkarpen Nothobranchius brieni. Arten Nothobranchius polli är uppkallad efter Max Poll.